# Acarape
Acarape es un municipio brasileño del estado de Ceará. Se localiza en la Microrregión de Baturité, dentro de la Mesorregión del Norte Cearense.

## Etimología
El topónimo Acarape viene del tupí acarás y significa: de acara pé (camino de los acarás, canal del pez o camino de las garzas). Su denominación original era Calaboca y desde 1926, Acarape.

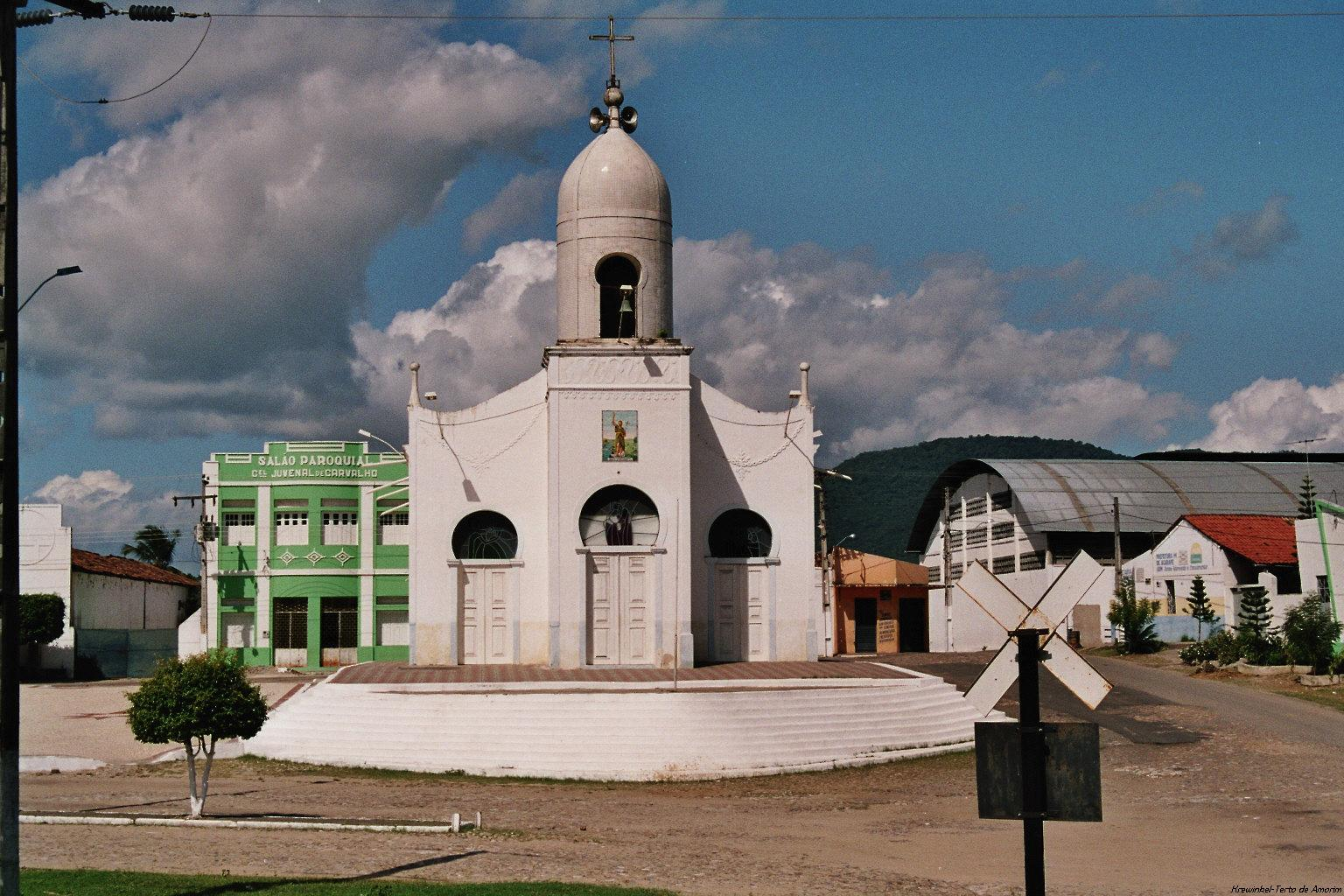

## Historia
Las tierras de la región se emplazan entre las estribaciones del Macizo de Baturité y la sierra del Cantagalo; alrededor de las márgenes del Río Acarape y fueron habitadas por diversas etnias como los Potiguaras, Jenipapos-canindés, Canindés, los "Choró" y los "Quesito". Recibió a partir del siglo XVII diversas expediciones militares y religiosas y posteriormente, con la llegada las primeras producciones ganaderas en el Ceará, en el siglo XVIII, las tierras de Acarape también comenzaron a producir caña de azúcar debido la fertilidad del suelo y la abundancia de agua.
En este contexto surgió la localidad de Calaboca de la villa de Redenção (Ceará), que se difundió como centro urbano bajo la construcción de la Compañía Cearense de la Vía Férrea de Baturité S.A. Con la prosperidad del comercio, de la agricultura de la caña de azúcar y abundancia de agua, se instalaron molinos y alambiques en el municipio, en los que trabajaban esclavos provenientes de África.
En 1879 fue construida una estación de tren en el poblado y con esto todos los comerciantes de la vecina localidad de Redenção mudaron sus establecimientos para Calaboca.
El 26 de octubre de 1879 Calaboca se separó de Redenção y pasó a ser un municipio independiente y en honor a sus orígenes, Calaboca pasó a llamarse Acarape el 18 de septiembre de 1926.
La iglesia principal de San Juan Bautista, patrono del municipio, fue construida en 1946.

## Geografía

### Clima
Tropical caliente semiárido con un promedio de lluvias media de 1.097 mm con lluvias concentradas de enero a abril.

### Hidrografía y recursos hídricos
Las principales fuentes de agua son: el Rio Acarape/Pacoti que atraviesa su territorio y debido a la abundancia de agua existen varias represas, siendo la Represa Hipólito y la Represa Boqueirão las más conocidas.

### Relieve y suelos
Las principales elevaciones se localizan en el Maziso de Baturité.

### Vegetación
Posee vestígios de Bosque Atlántico.

## Economía
Explotación de la ganadería y de la caña de azúcar, frijoles y frutas. Explotación de piedra caliza (calcita), vermiculita y talco.

## Cultura
El principal evento cultural es la fiesta del patrono, San Juán Batista.

## Política
La administración municipal se localiza en la sede, en Acarape.